# Munizipalität Dschawa
Munizipalität Dschawa (georgisch ჯავის მუნიციპალიტეტი, Dschawis munizipaliteti) ist de jure eine Verwaltungseinheit (etwa entsprechend einem Landkreis) im Norden der Region Innerkartlien in Georgien.
Das Verwaltungszentrum der Munizipalität ist die Stadt Dschawa (ossetisch Dsau). Seit Beginn des georgisch-südossetischen Konfliktes 1992 wird das Gebiet der Munizipalität nicht von der georgischen Zentralregierung, sondern von der nur von wenigen Staaten anerkannten Republik Südossetien kontrolliert. Aus deren Sicht ist das Territorium der Munizipalität Teil des Rajons Dsau, zu dem im Westen auch kleinere Teile der Munizipalitäten Oni (Region Ratscha-Letschchumi und Niederswanetien) und – seit dem Kaukasuskrieg 2008 – Satschchere (Region Imeretien) gehören.
1989 lebten im damaligen Rajon Dschawa des Südossetischen Autonomen Gebietes, dessen Ausdehnung faktisch der des heutigen Rajons Dsau entsprach, also mehr als die Munizipalität Dschawa, 10.418 Menschen, 2015 waren es nach südossetischen Angaben 6.567.
Die Munizipalität Dschawa liegt an der Südflanke des Großen Kaukasus, in den Tälern der Flüsse Großer Liachwi, Qwirila und Dschedschora. Sie grenzt im Norden an die Republik Nordossetien-Alanien der Russischen Föderation.